# Kałyniwka (rejon fastowski)
Kałyniwka (ukr. Калинівка) – osiedle typu miejskiego na Ukrainie, w obwodzie kijowskim, w rejonie fastowskim, siedziba hromady. W 2001 liczyło 5704 mieszkańców, spośród których 5256 wskazało jako ojczysty język ukraiński, 427 rosyjski, 5 białoruski, 3 ormiański, 2 gagauski, a 11 inny.